# Sacramento Kings 1997-1998
La stagione 1997-98 dei Sacramento Kings fu la 49ª nella NBA per la franchigia.
I Sacramento Kings arrivarono quinti nella Pacific Division della Western Conference con un record di 27-55, non qualificandosi per i play-off.

## Roster
| N° | Naz.                   | Ruolo | Sportivo             | Anno | Alt. | Peso |
| -- | ---------------------- | ----- | -------------------- | ---- | ---- | ---- |
| 0  | Haiti (bandiera)       | C     | Olden Polynice       | 1964 | 211  | 100  |
| 2  | Stati Uniti (bandiera) | G     | Mitch Richmond       | 1965 | 196  | 98   |
| 3  | Stati Uniti (bandiera) | G     | Mahmoud Abdul-Rauf   | 1969 | 185  | 73   |
| 4  | Stati Uniti (bandiera) | A     | Corliss Williamson   | 1973 | 201  | 111  |
| 5  | Stati Uniti (bandiera) | G     | Chris Robinson       | 1974 | 196  | 91   |
| 7  | Stati Uniti (bandiera) | G     | Bobby Hurley         | 1971 | 183  | 75   |
| 9  | Francia (bandiera)     | A     | Tariq Abdul-Wahad    | 1974 | 198  | 223  |
| 10 | Stati Uniti (bandiera) | G     | Anthony Johnson      | 1974 | 191  | 86   |
| 13 | Stati Uniti (bandiera) | C     | Michael Stewart      | 1975 | 208  | 104  |
| 24 | Stati Uniti (bandiera) | G     | Terry Dehere         | 1971 | 188  | 86   |
| 30 | Stati Uniti (bandiera) | GA    | Billy Owens          | 1969 | 203  | 100  |
| 32 | Stati Uniti (bandiera) | C     | Kevin Salvadori      | 1970 | 213  | 105  |
| 33 | Stati Uniti (bandiera) | AC    | Otis Thorpe          | 1962 | 206  | 102  |
| 34 | Stati Uniti (bandiera) | A     | Michael Smith        | 1972 | 203  | 104  |
| 42 | Stati Uniti (bandiera) | A     | Mark Hendrickson     | 1974 | 206  | 100  |
| 51 | Stati Uniti (bandiera) | A     | Lawrence Funderburke | 1970 | 206  | 104  |
| 54 | Stati Uniti (bandiera) | A     | Derek Grimm          | 1974 | 206  | 104  |

## Staff tecnico
- Allenatore: Eddie Jordan
- Vice-allenatori: Mike Bratz, Pete Carril, Wayne Cooper, Ralph Lewis
- Preparatore atletico: Pete Youngman
- Assistente preparatore atletico: Chuck Tache
- Preparatore fisico: Al Biancani